# 上马厂镇
上马厂镇，原名上马厂乡，是中国黑龙江省黑河市爱辉区下辖的一个乡镇级行政单位，位于黑龙江中游右岸，总面积约849平方公里，下设上马厂村、西山后、三道湾子、达音炉、新曙光、纳金口子、南窑地共7个行政村。境内拥有金矿、麦饭石矿。行政单位设置于上马厂村。邮政编码164355。

## 行政区划
上马厂镇下辖以下地区：
上马厂村、西山后村、三道湾子村、达音炉村、新曙光村、纳金口子村、南窑地村。